# Huracán Betsy
El huracán Betsy fue un poderoso huracán de la temporada de huracanes del Atlántico de 1965, causante de enormes daños en Bahamas, Florida y Luisiana. Betsy tocó tierra en forma intensa cerca de la desembocadura del río Misisipi, provocando un importante desborde de las aguas del lago Pontchartrain en Nueva Orleans. En su momento, fue el huracán más costoso de la historia de los Estados Unidos y, por ser el primero en generar más de mil millones de dólares en daños, recibió el apodo de "Billion-Dollar Betsy".

## Historia meteorológica

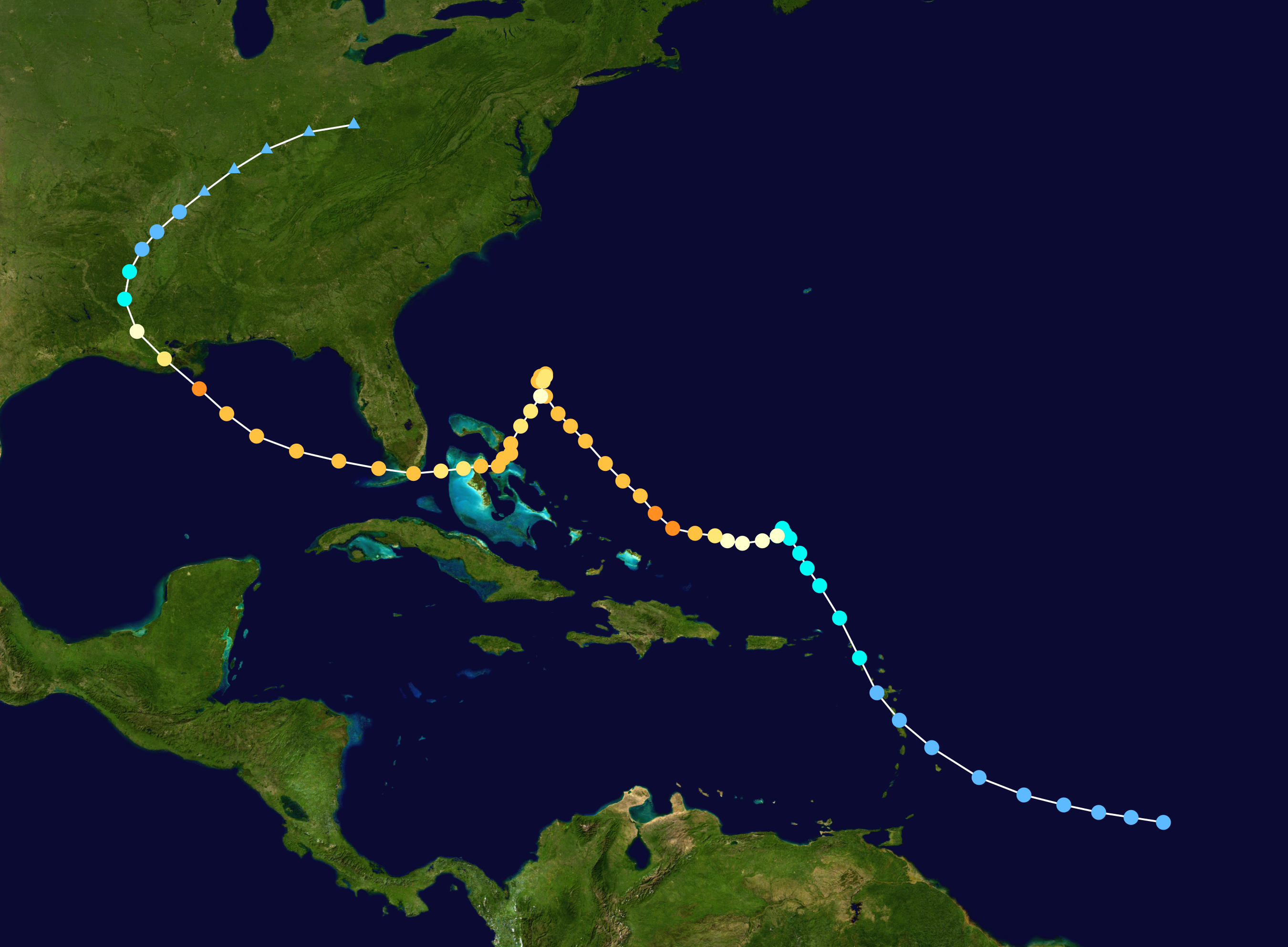
Trayectoria de la tormenta.

Betsy se formó al este de las islas de Barlovento y avanzó hacia el norte atravesando la cadena de islas como una tormenta tropical, cerrándose en un momento. Cuando se encontraba a unos 560 km al este de Daytona Beach, Florida, y parecía estar de camino a las Carolinas, regresó hacia el sudoeste (cerrándose una segunda vez) y pasando por las Bahamas, donde los vientos en la isla Gran Ábaco alcanzaron los 237 km/h. Betsy se desplazó justo hasta el norte de Nassau, la mayor ciudad de Bahamas, donde permaneció aproximadamente tres horas, permitiendo que sus vientos golpearan la ciudad.
El 7 de septiembre, Betsy continuó moviéndose hacia el sudoeste rumbo al extremo sur de Florida. Pasó por Cayo Largo al este de los Cayos de Florida el 8 de septiembre, y luego siguió al oeste a lo largo de los Cayos como un huracán categoría 3. Los vientos huracanados pudieron sentirse en la zona de Miami durante aproximadamente veinte horas. Al momento de tocar tierra en Cayo Largo, Betsy poseía un ojo excepcionalmente grande (65 km de diámetro).
Luego de cruzar la bahía de Florida y entrar en el golfo de México, Betsy volvió a tomar fuerzas, transformándose en una tormenta categoría 4 con vientos de hasta 250 km/h, a solo un kilómetro y medio por hora de calificarse como categoría 5. Continuó hacia el noroeste, ingresando en la bahía de Barataria la tarde del 9 de septiembre. Tocó tierra por segunda vez en Estados Unidos en Isla Grande, Luisiana, justo al oeste de la desembocadura del río Misisipi, donde destruyó casi todos los edificios. Al momento de tocar tierra en Luisiana, Betsy era una fuerte tormenta categoría 3. Subiendo por el río, provocó la crecida en 3 metros del Misisipi en Nueva Orleans.

## Acciones preventivas

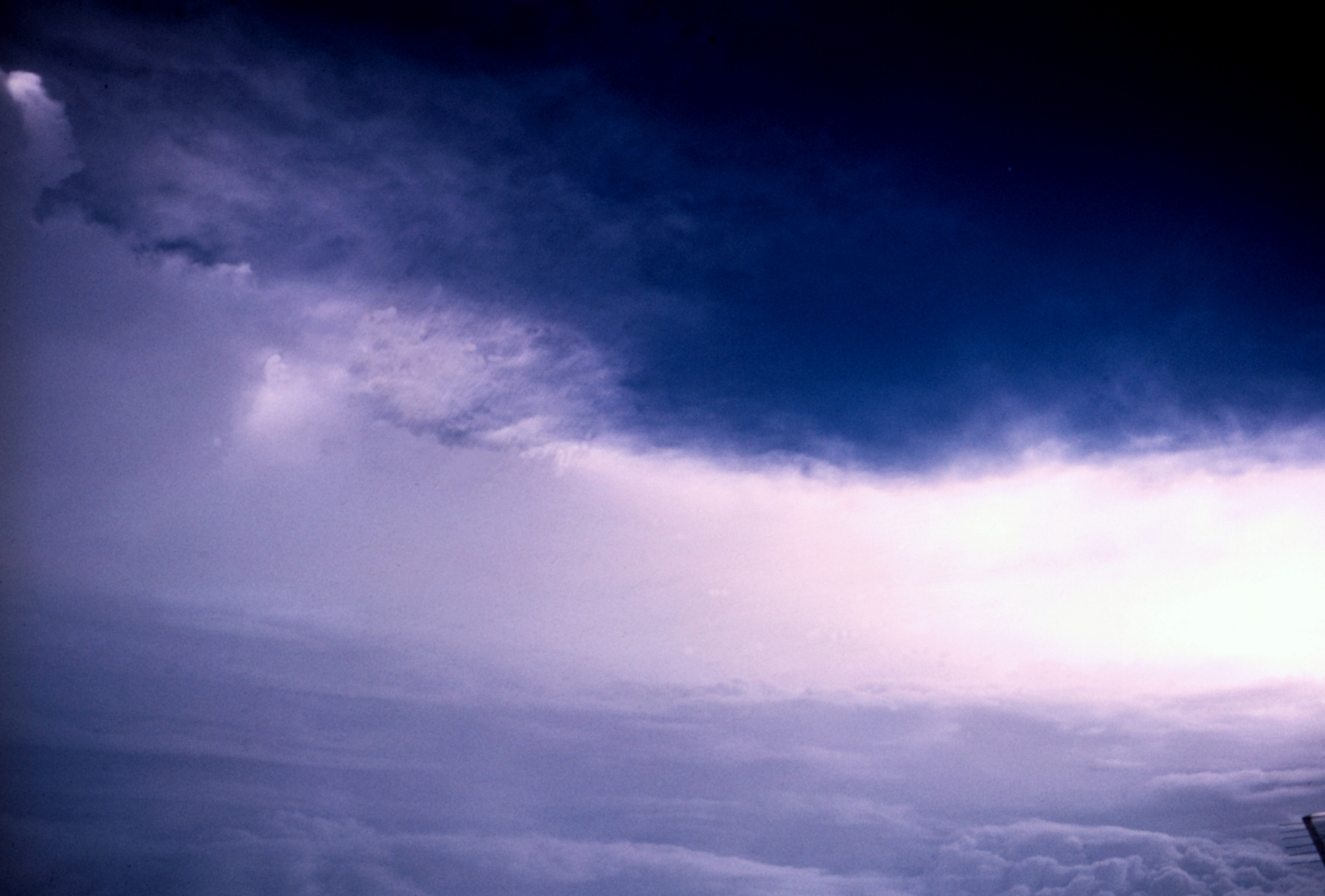
Una vista del interior del ojo del huracán Betsy, tomada por Cazadores de Huracanes cerca de Bahamas, previo a tocar tierra en Florida.

El servicio meteorológico de Baton Rouge aconsejó a los habitantes que consiguieran más comida que no debiese ser cocinada o que necesitase poca preparación. También solicitaron que almacenaran suministros de agua, tuvieran linternas u otro tipo de luces de emergencia y que se mantuvieran alertas. Además, la población debía llenar los tanques de combustible de sus autos, revisar que las baterías de sus radios estuviesen cargadas y conseguir cualquier clase de bote pequeño de inmediato.

## Impacto
Betsy fue una de las tormentas más intensas, mortales y costosas que hayan tocado tierra en los Estados Unidos. La tormenta mató a 81 personas, 58 de ellas en Luisiana, y causó $ 1.420 millones en daños que, ajustados por la inflación, suman más de $ 9 mil millones (2007). Betsy fue el primer huracán que provocó daños por más de mil millones de dólares (basado en el costo de los daños al momento de la tormenta); por ello, recibió el apodo de "Billion-Dollar Betsy".

### Golfo de México

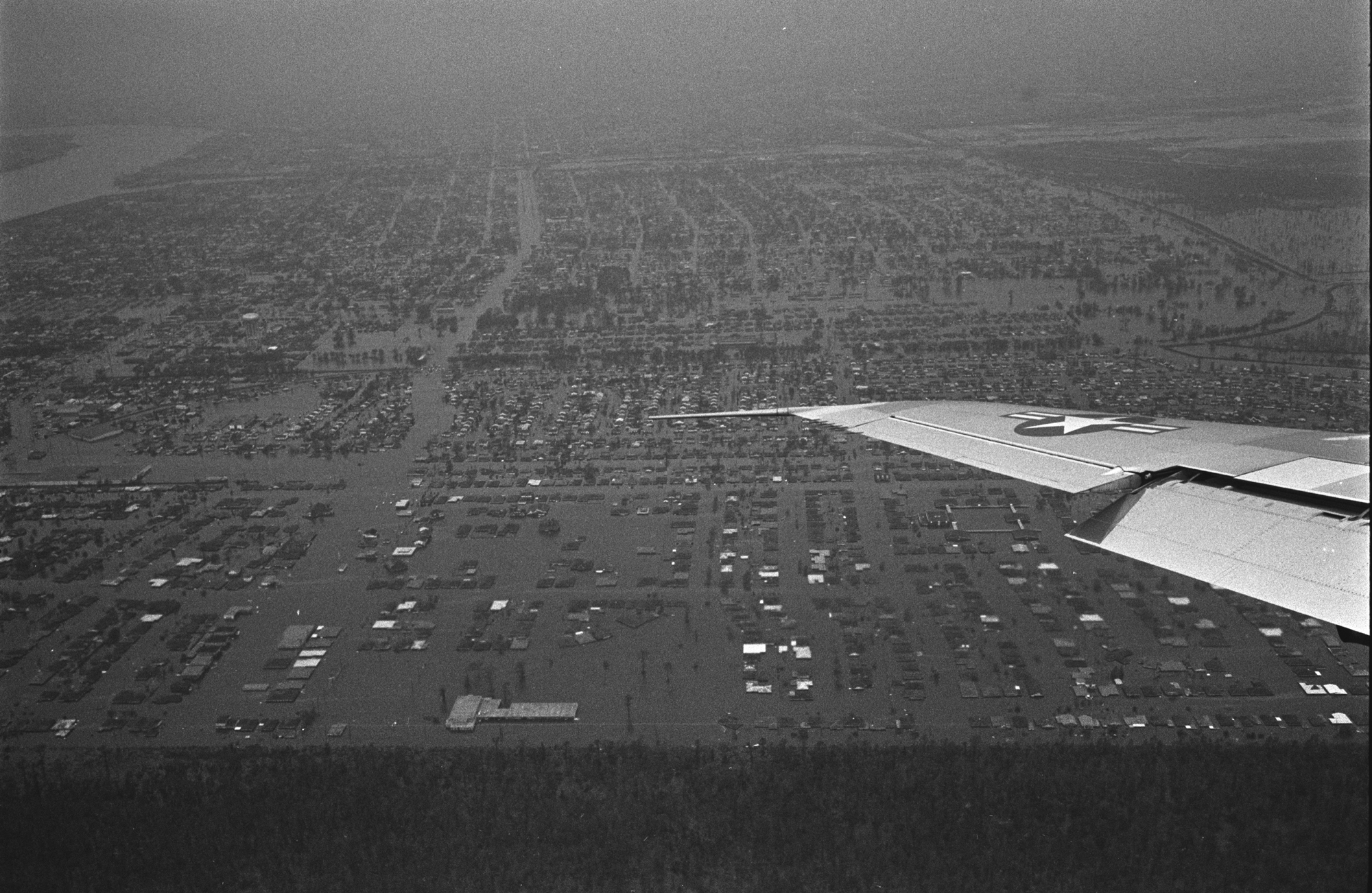
Vista aérea de la inundación en Nueva Orleans.

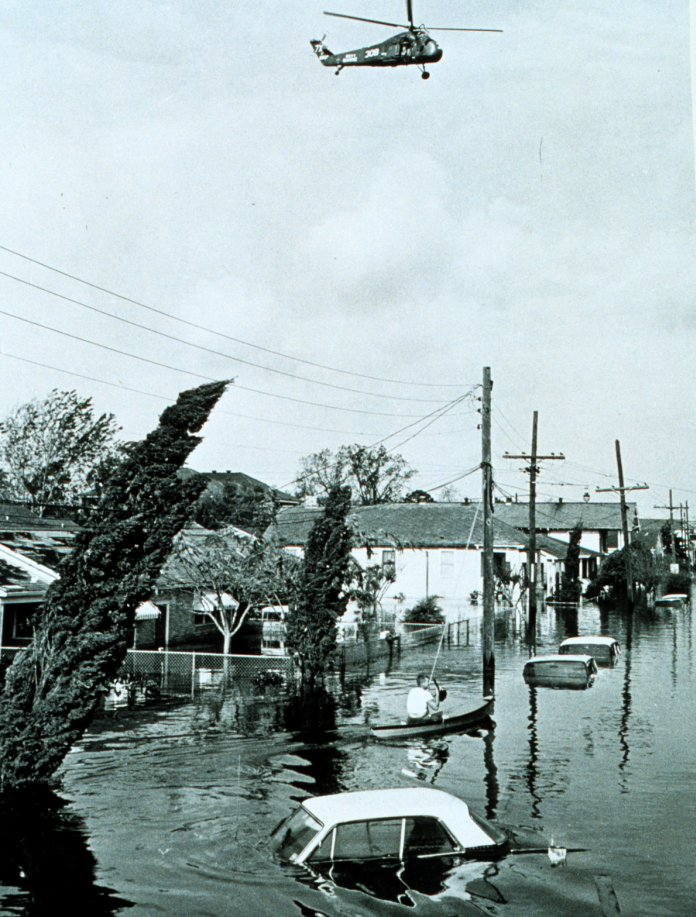
Fotografía de una calle de Nueva Orleans luego del paso de Betsy.

Ocho plataformas petrolíferas marítimas fueron destruidas por el paso de Betsy, y algunas más resultaron dañadas. Una plataforma de Shell cerca de la desembocadura del Misisipi desapareció completamente. La vieja plataforma Maverick de la Corporación Zapata, perteneciente al futuro presidente de Estados Unidos George H. W. Bush, también desapareció durante el ciclón.

### Luisiana
El huracán Betsy chocó contra Nueva Orleans la tarde del 9 de septiembre de 1965. En la ciudad, se informaron vientos de 180 km/h y fallas energéticas. El ojo de la tormenta pasó al sudoeste de Nueva Orleans con rumbo noroeste. Las paredes norte y oeste del ojo cubrieron el sudeste de Luisiana y la zona de Nueva Orleans aproximadamente desde las 8 P.M. hasta las 4 A.M. de la mañana siguiente. En Thibodaux se reportaron vientos de entre 210 a 225 km/h. El servicio meteorológico de Baton Rouge operó con su grupo electrógeno auxiliar y sin comunicaciones telefónicas. Lo peor en cuanto a viento y lluvia había acabado cerca de la 1 A.M.
Betsy también produjo una marejada ciclónica en el lago Pontchartrain, exactamente al norte de Nueva Orleans, y en la salida del golfo-río Misisipi, un canal de aguas profundas para la navegación de este a sur. Fallaron los diques preparados contra las crecidas de la salida del golfo-río Misisipi a lo largo de la avenida Florida en el sector bajo del Distrito Noveno y a ambos lados del canal industrial. En algunos lugares, el agua alcanzó los aleros de las casas y algunos techos. Hubo gente que murió ahogada en su propio desván, tratando de escapar de la crecida de las aguas.
La infiltración de los diques inundó partes de Gentilly, los sectores superior y bajo del Distrito Noveno de Nueva Orleans al igual que Arabi y Chalmette en Saint Bernard. El presidente Lyndon B. Johnson visitó la ciudad, prometiendo ayuda federal al alcalde de Nueva Orleans Victor Schiro.
Pasaron más de diez días hasta que bajó el nivel del agua en Nueva Orleans y las personas pudieron regresar a sus hogares. Fue necesario mucho más tiempo para que las casas inundadas recuperasen su condición de habitabilidad. Quienes no tenían familia o amigos con casas habitables tuvieron que pasar las noches en albergues y buscar comida de día, mientras esperaban que el gobierno federal suministrase socorro por medio de remolques. En total, 164.000 hogares quedaron inundados en el segundo toque de tierra del huracán.
Existe evidencia que indica que el fallo de los diques se produjo debido a su construcción con materiales baratos y falta de mantenimiento. Sin embargo, los rumores insisten en que fueron rotos en forma intencional, posiblemente para salvar al próspero Barrio Francés. Tras el huracán Katrina, se esparcieron rumores similares.

## Consecuencias
Como resultado de Betsy, se creó el Programa de Protección de Huracanes del Cuerpo de Ingenieros del Ejército de los Estados Unidos. El Cuerpo construyó nuevos diques en Nueva Orleans, más altos y de materiales más resistentes, diseñados específicamente para soportar un huracán categoría 3 como Betsy. Las mejoras a los diques fallaron cuando el huracán Katrina, un lento ciclón categoría 5, impacto de lleno Nueva Orleans el 29 de agosto de 2005.

## Retiro del nombre
Debido a lo elevado de los daños causados, el nombre Betsy se retiró de la lista de nombres recurrentes para huracanes del Atlántico. En la temporada de 1969 fue reemplazado por el nombre Blanche.